# Лето 42-го
«Лето 42-го» (англ. Summer of ’42) — фильм режиссёра Роберта Маллигана, в  жанре американской истории взросления. Фильм снят в 1971 году по мотивам мемуаров сценариста Хермана Раукера, который подробно описал события его жизни в течение лета, которое он провел на острове Нантакет в 1942 году, когда ему было четырнадцать лет. Лауреат премии «Оскар» за лучший саундтрек.

## Сюжет
Трое друзей пятнадцати лет прибывают в Новую Англию. Движимые желанием любви и ласки, двое из них обращают своё внимание на сверстниц, лишь познающих этот взрослый мир. Третий же приятель, Херми, влюбляется в 22-летнюю Дороти, чей супруг ушёл на войну. Та тоже симпатизирует юноше, хотя и понимает всю безнадёжность их связи. Получив сообщение о гибели мужа, она сбегает с острова ночью, прикрепив ко входной двери её дома конверт с именем молодого человека. В записке говорится, что она должна вернуться домой, уверена, что Херми поймёт её и «все бессмысленные трагедии» обойдут его стороной. Она уверяет, что никогда не забудет его.

## В ролях
- Гэри Граймс — Херми
- Дженнифер О'Нил — Дороти
- Джерри Хаузер — Оси
- Оливер Конант — Бенджи
- Кэтрин Аллентак — Эгги
- Кристофер Норрис — Мириам
- Лу Фриззелл — аптекарь
- Роберт Маллиган — рассказчик, голос взрослого Херми
- Морин Стэплтон — Софи, мать Херми

## Сиквел и ремейк
В 1973 году режиссёр Пол Богарт снял фильм «Класс 44-го», являющийся продолжением ленты Маллигана. Вышедший в 1988 году фильм «Украсть дом» во многом повторяет сюжетные линии фильма 1971 года, а по мнению актрисы Дженнифер О’Нил — и вовсе является попыткой киноремейка.